# Râul Marginea, Topolog
Râul Marginea este un afluent al râului Topolog. 